# Episodi di Zack e Cody al Grand Hotel (prima stagione)
Questa voce contiene riassunti, dettagli e crediti dei registi e degli sceneggiatori della prima stagione della serie TV Zack e Cody al Grand Hotel.
Andata in onda sulle seguenti reti:
- Stati Uniti d'America
  - Disney Channel: 18 marzo 2005 - 27 gennaio 2006
- Italia
  - Disney Channel: 26 settembre 2005 - 27 gennaio 2006
  - Italia 1: 5 marzo 2007 - 3 aprile 2007

| nº | Titolo originale              | Titolo italiano                         | Prima TV USA      | Prima TV Italia   |
| -- | ----------------------------- | --------------------------------------- | ----------------- | ----------------- |
| 1  | Hotel Hangout                 | Questo albergo non è una casa           | 18 marzo 2005     | 26 settembre 2005 |
| 2  | The Fairest of Them All       | Mini - Miss                             | 18 marzo 2005     | 27 settembre 2005 |
| 3  | Maddie Checks In              | Maddie alla riscossa                    | 25 marzo 2005     | 28 settembre 2005 |
| 4  | Hotel Inspector               | Ispezione in albergo                    | 1º aprile 2005    | 29 settembre 2005 |
| 5  | Grounded on the 23rd Floor    | In punizione al 23º piano               | 8 aprile 2005     | 30 settembre 2005 |
| 6  | The Prince & The Plunger      | L'ammiratore segreto                    | 15 aprile 2005    | 3 ottobre 2005    |
| 7  | Footloser                     | Abracadendo                             | 22 aprile 2005    | 4 ottobre 2005    |
| 8  | A Prom Story                  | Un cavaliere per Maddie                 | 6 maggio 2005     | 5 ottobre 2005    |
| 9  | Band in Boston                | La battaglia delle band                 | 20 maggio 2005    | 6 ottobre 2005    |
| 10 | Cody Goes to Camp             | Il campeggio dei matematici             | 6 giugno 2005     | 16 ottobre 2005   |
| 11 | To Catch a Thief              | Caccia al ladro                         | 18 giugno 2005    | 10 ottobre 2005   |
| 12 | It's a Mad, Mad, Mad Hotel    | Questo pazzo, pazzo, pazzo, pazzo hotel | 17 luglio 2005    | 19 ottobre 2005   |
| 13 | Poor Little Rich Girl         | Povera ragazza ricca!                   | 22 luglio 2005    | 12 ottobre 2005   |
| 14 | Cookin' with Romeo and Juliet | Bis...cotti                             | 22 luglio 2005    | 13 ottobre 2005   |
| 15 | Rumors                        | Pettegolezzi                            | 14 agosto 2005    | 14 ottobre 2005   |
| 16 | Big Hair & Baseball           | Baseball e capelli                      | 28 agosto 2005    | 17 ottobre 2005   |
| 17 | Rock Star in the House        | Rock Star al Grand Hotel                | 18 settembre 2005 | 18 ottobre 2005   |
| 18 | Smart & Smarterer             | Idea geniale                            | 10 ottobre 2005   | 19 ottobre 2005   |
| 19 | The Ghost of 613              | Il fantasma della 613                   | 14 ottobre 2005   | 20 ottobre 2005   |
| 20 | Dad's Back                    | È tornato papà                          | 26 novembre 2005  | 26 novembre 2005  |
| 21 | Christmas at the Tipton       | Natale al Tipton                        | 10 dicembre 2005  | 25 dicembre 2005  |
| 22 | Kisses & Basketball           | Basket e baci                           | 1º gennaio 2006   | 1º gennaio 2006   |
| 23 | Pilot Your Own Life           | Pilota la tua vita                      | 6 gennaio 2006    | 6 gennaio 2006    |
| 24 | Crushed                       | Ah, l'amore!                            | 13 gennaio 2006   | 13 gennaio 2006   |
| 25 | Commercial Breaks             | Il top dello spot                       | 20 gennaio 2006   | 20 gennaio 2006   |
| 26 | Boston Holiday                | Il principe in vacanza                  | 27 gennaio 2006   | 27 gennaio 2006   |

- Nota: questa è l'unica stagione della serie in cui l'intero cast principale appare in tutti gli episodi.

## Questo albergo non è una casa
- Titolo originale: Hotel Hangout
- Diretto da: Richard Correll
- Scritto da: Jenny Quine

### Trama
Zack e Cody, due gemelli di undici anni, sono arrivati da poco a Boston e non riescono a farsi degli amici. Drew, uno dei ragazzi più popolari della scuola, viene a sapere che i due fratelli abitano nel lussuoso hotel Tipton e ne approfitta per autoinvitarsi assieme a tutta la sua combriccola. Moseby, direttore dell'albergo, vuole che Zack e Cody caccino via i loro nuovi amici, perché stanno mettendo tutto a soqquadro, ma nessuno dei due ha il coraggio di dire a Drew di andarsene; questo ferisce Max e Verme Solitario, gli unici veri amici che i gemelli erano riusciti a farsi prima di incontrare i ragazzi popolari. Tuttavia, quando Drew dà dei perdenti a Max e Verme solitario, Zack e Cody trovano finalmente il coraggio di opporsi e di mandare via tutti, facendo poi pace con i loro amici.
Nel frattempo, Moseby nota che Maddie, la giovane cassiera del banco dei dolci, è molto brava in matematica e le chiede di dare ripetizioni a London, ricca figlia del proprietario dell'hotel. Quest'ultima, in cambio, aiuta Maddie a conquistare Lance, il giovane ed affascinante bagnino. Mentre London riesce a prendere una sufficienza, Maddie esce con Lance una sola volta e si rende conto che il ragazzo non è giusto per lei, ma levarselo di torno non è un'impresa facile.
- Guest star: Adrian R'Mante (Esteban Julio Ricardo Montoya De La Rosa Ramìrez), Alyson Stoner (Max), Dennis Bendersky (Verme solitario), Jascha Washington (Drew), Aaron Musicant (Lance), Rody Yousif (Achmed)

## Mini - Miss
- Titolo originale: The Fairest of Them All
- Diretto da: Richard Correll
- Scritto da: Valerie Ahern, Christian McLaughlin

### Trama
Il Tipton ospita un concorso di bellezza per ragazzine e Cody si prende una cotta per Rebecca, una delle concorrenti. Il ragazzo si intrufola nel camerino per donarle dei fiori, ma, costretto a nascondersi sotto una parrucca per non farsi scoprire dal signor Moseby, viene scambiato per una partecipante che si era appena ritirata. Costretto ad esibirsi, i gemelli decidono di impegnarsi per far sì che Cody resti in gara, anche se per motivi diversi: lui vuole passare tempo con Rebecca, mentre Zack vuole vincere il premio in denaro. Al momento della prova finale, però, Cody tenta di ritirarsi per permettere a Rebecca di vincere i soldi necessari ai suoi studi; Zack non è d'accordo e rinchiude il fratello in un armadio, prendendo il suo posto. Alla fine Cody si libera e i due fratelli litigano sul palco, rivelando la messa in scena e venendo squalificati. Rebecca inizialmente è arrabbiata, ma poi scopre le vere intenzioni di Cody e, prima di andarsene, gli da un bacio.
- Guest star: Victoria Justice (Rebecca), Camille LaChe Smith (Treesha), Mary Kate McGeehan (Mamma di Maddie), Matt Winston (Tim), Stephanie Hodge (Mamma di Brianna), Ca'Shawn Sims e Paige Hurd (giudici)

## Maddie alla riscossa
- Titolo originale: Maddie Checks In
- Diretto da: Richard Correll
- Scritto da: Danny Kallis & Jim Gedghan

### Trama
Maddie conosce un ragazzo di nome Jason e si prede una cotta per lui perché, nonostante sia molto ricco, si dimostra umile e un attivista a favore dell'ambiente. Jason ricambia l'attrazione, ma è anche convinto che Maddie sia a sua volta ricca; London lo scopre ma, per ottenere il permesso di uscire, convince l'amica a fingersi benestante per una sera e la invita ad uscire con lei e i ragazzi; dal momento che Jason sarebbe partito il giorno seguente, Maddie accetta di fingere. Il giorno dopo, però, il ragazzo rimane e invita Maddie a cena con i suoi genitori; non potendo lei dire la verità, Zack e Cody le rimediano un vestito di London e una suite all'ultimo piano per farla apparire ricca. Mentre la ragazza è a cena, la stanza viene realmente affittata dal wrestler Amputator, ma i fratelli lo scacciano manomettendo la suite. Mentre sono intenti a sistemarla vengono tuttavia scoperti da Moseby, per poi essere raggiunti anche da Maddie e dalla famiglia di Jason, e la verità viene a galla. Ciò nonostante, prima di partire, Jason spiega a Maddie di non avercela con lei e i due si baciano.
- Guest star: Julia Duffy (Martha Harrington), Adrian R'Mante (Esteban Julio Ricardo Montoya De La Rosa Ramìrez), Daniel Booko (Kyle), James Snyder (Jason Harrington), Lee Reherman (Amputator), Cullen G. Chambers (signor Moombassa), Henry Yamada (uomo asiatico)

## Ispezione in albergo
- Titolo originale: Hotel inspector
- Diretto da: Henry Chan
- Scritto da: Marc Flanagan

### Trama
Il signor Moseby sa che un ispettore di hotel verrà al Tipton. Spaventato da quello che potrebbero combinare i due gemelli, lui li invita a vedere una partita dei Red Sox (squadra per cui i ragazzi tifano), ma Zack porta con lui i suoi due topini Bonnie e Clyde. Al ritorno, l'ispettrice degli Hotel viene al Tipton. Però, mentre Ilsa parla con il signor Moseby, dalla tasca del giubbotto di Zack escono i topi creando gran confusione nella hall dell'hotel. Vista la situazione Ilsa decide di licenziare Moseby e di prendere il suo posto di direttore al Tipton. Zack si sente in colpa e decide di andare all'appartamento, dove vive il signor Moseby ammettendo la verità dicendogli che i topi erano suoi e inoltre lo invita a tornare al Tipton, ma il signor Moseby rifiuta. Nel frattempo Maddie viene incaricata da London per organizzare la festa di compleanno della sua cagnolina Ivana, ma Maddie non è molto d'accordo poiché si dovrà travestire da cane.
Intanto a Zack e Cody viene un'idea per fare in modo che Moseby ritorni: creano grande confusione nell'hotel per far licenziare Ilsa e, con l'aiuto di Esteban e di Muriel, i due gemelli ci riescono. Il signor Moseby ritorna e la puntata si conclude con quest'ultimo che ringrazia Zack per averlo fatto tornare nella sua "dimora".
- Guest star: Caroline Rhea (Ilsa), Cullen G. Chambers (Mr. Moombassa), Brad Blaisdell, Annie Gagen, Adrian R'Mante (Esteban Julio Ricardo Montoya De La Rosa Ramìrez), Estelle Harris (Muriel)

## In punizione al 23º piano
- Titolo originale: Grounded on the 23rd Floor
- Diretto da: Lee Shallat-Chemel
- Scritto da: Danny Kallis & Jim Geoghan

### Trama
Zack e Cody si sentono un peso perché Carey è sempre costretta a pagare per i loro danni, da ultimo la rottura del vaso nella hall.
Carey viene contattata da una coppia famosa che si sposa nel Tipton per cantare al loro matrimonio e i gemelli leggono su una rivista che verranno dati 20000 $ a chi scatterà la fotografia del bacio degli sposi.
Il problema è che sono confinati al 23º piano con Maddie come babysitter, così Zack elabora un piano per intrufolarsi alle nozze attraverso i condotti dell'aria.
Zack riesce a scattare la foto del bacio, ma poi si sente in colpa e consegna il rullino a sua madre.
- Guest star: Bob Mackey (Master Z), Louis Dauber (Reverendo), Vince Rimoldi (Tuck), Carey Scott (Fotografo), Joyce Giraud (Ursula), Maximillian Alexander (Bobby Carillo), Terry Simpson (Ragazzo Carino)

## L'ammiratore segreto
- Titolo originale: The Prince & The Plunger
- Diretto da: Andrew Tsad
- Scritto da: Adam I. Lapidus

### Trama
Carey riceve dei fiori e una poesia da un ammiratore segreto. Zack, Cody e Maddie credono che sia il nuovo portinaio Serge, che effettivamente ammette di esserlo. Così i due lo dicono alla loro mamma che subito organizza un appuntamento con l'uomo. Mentre Carey va all'appuntamento, i gemelli scoprono che Arwin è innamorato cotto di Carey e capiscono che è lui in realtà l'ammiratore segreto, così i due e Maddie cambiano look ad Arwin e cercano di smascherare Serge. Nel frattempo, Mr Moseby è molto eccitato per l'arrivo del signor Tipton all'hotel così decide di migliorare il suo albergo prima della sua visita. Alla fine comunque il signor Tipton non si presenterà e come segno di scusa fa portare al suo pilota un diamante per sua figlia London; la ragazza all'apparenza sembra contenta, ma il signor Moseby la scopre che piange dentro un ripostiglio degli asciugamani. Per consolarla, si offre di accompagnarla al ballo al posto del padre e lei accetta. Intanto Cody e Maddie distraggono Serge facendolo alzare dal tavolo dove sedeva con Carey e Arwin si presenta a quest'ultima con un look davvero affascinante; Arwin all'inizio è molto agitato ma comunque confessa che è stato lui a mandarle i fiori e la poesia.
- Guest star: Estelle Harris (Muriel), Brian Stepanek (Arwin Quentin Hawkauser), Brian McNamara (Sergente), Carey Scott (Frankie), David Paladino (Pilota), Andrea Sabesin (Cameriera)

## Abra...cadendo
- Titolo originale: Footloser
- Diretto da: Richard Correll
- Scritto da: Bill Freiberger

### Trama
Il Tipton ospita una gara di ballo e Max vuole parteciparci. Essendo una sfida fra coppie, la ragazza chiede a Zack di farle da partner, essendo l'unico dei due gemelli in grado di ballare. Cody, però, si convince che il fratello sia più bravo di lui in tutto, e inizia così la ricerca del suo talento: tenta prima con il ventriloquo e poi la magia, ma con scarsi risultati. Max e Zack arrivano in finale, ma mentre salta sul letto, Zack si fa male ad una caviglia. La competizione non permette sostituzioni e il duo rischia l'eliminazione, perciò, per non deludere Max, Zack convince Cody a prendere il suo posto in segreto. Grazie a dei trucchi di magia non intenzionali di Cody, la sua esibizione con l'amica va alla grande; ad un passo dalla vittoria, però, lui cade dal palco e lo scambio dei gemelli viene scoperto, facendoli squalificare.
Nel frattempo, London presta a Maddie 250$ perché la ragazza vuole regalare ai suoi genitori un viaggio a Parigi che da tanto tempo desideravano fare; in cambio, Maddie deve fare tutto quello che London le ordina. Esteban è molto dispiaciuto dal modo in cui Maddie viene trattata, così organizza una colletta insieme al personale del Tipton per racimolare i soldi che Maddie deve restituire a London.
- Guest star: Adrian R'Mante (Esteban Julio Ricardo Montoya De La Rosa Ramìrez), Alyson Stoner (Max), Tait Ruppert (Emcee), LaRita Shelby (Dixon)

## Un cavaliere per Maddie
- Titolo originale: A Prom Story
- Diretto da: Jim Drake
- Scritto da: Jenny Quine

### Trama
Maddie deve organizzare una festa per i suoi compagni di classe e decide di svolgerla al Tipton. Zack intanto sente che al ballo Maddie vorrebbe andare con un ragazzo che ha 3 anni di differenza, e così il piccolo Martin crede che il fortunato cavaliere sia proprio lui dal momento che tra lui e Maddie c'è una differenza di tre anni. Alla fine però Zack scopre che Maddie non si riferiva a lui e quindi ci rimane molto male. La serata della festa non incomincia molto bene poiché l'attesa ospitata dei Maroon 5 non è stata possibile e quindi non c'è nemmeno della musica, ma Zack rimedia facendo partecipare alla festa anche i membri del circo che stavano alloggiando durante la settimana al Tipton.
- Guest star: Adam Grimes, Mitchel Evans, Russ Stark, Billy Mullhollan, Gweneth Larsen, Nathan Stein, Roy Johns, Lois Garcia, Bonnie Morgan, Monique Coleman, Abby Freeman.

## La battaglia delle band
- Titolo originale: Band in Boston
- Diretto da: Jim Drake
- Scritto da: Billy Riback

### Trama
Zack, Cody, Max e Verme solitario formano la band Rock al quadrato per vincere il concorso tra bande che si svolgerà al Tipton. Alla competizione partecipa anche il gruppo di Maddie, formato da vari ragazzi e anche London, che ha preteso di unirsi alla band dopo aver pagato loro dei nuovi strumenti. I Rock al quadrato hanno dei problemi: Zack si impegna poco a cantare e dà più importanza ai vestiti, mentre Cody è troppo serio e pensa al testo della canzone che il fratello continua a scimmiottare; stufo, Cody lascia la band. Max e Verme solitario, per farli riappacificare, chiudono i fratelli nella cabina armadio, ma mettono di guardia Muriel, che si addormenta. Inizia l'esibizione e London, accortasi che gli altri hanno spento il suo microfono per non far sentire le sue terribili doti canore, ostacola Maddie facendo perdere il gruppo. Intanto, passando attraverso il condotto dell'aria, Zack e Cody riescono ad arrivare in tempo all'esibizione e a vincere.
- Guest star: Estelle Harris, Brian Stepanek, Lewis Dix Jr., Aaron Musicant, Dennis Bendersky, Alyson Stoner, Michelle Mellgren.

## Il campeggio dei matematici
- Titolo originale: Cody Goes to Camp
- Diretto da: Richard Correll
- Scritto da: Jim Geoghan

### Trama
Cody va al campeggio dei matematici con il suo amico Verme solitario e conosce un nuovo amico, Warren. Zack è contento che finalmente suo fratello non è più tra i suoi piedi, ma poi si annoia, perché è solo e non sa con chi giocare. Intanto Mr. Moseby inizia a dare lezioni di scuola guida a London per farle guidare la sua nuova macchina, acquistata da suo padre. Zack, insieme a London, Muriel e Maddie, decide di andare al campeggio poiché non riceve più chiamate da suo fratello. Alla fine Zack ammette a suo fratello che durante la sua assenza ha sentito fortemente la sua mancanza.
- Guest star: Estelle Harris, Adrian R'Mante, Maurice Smith, Gus Hoffman, Dennis Bendersky, Mitcheal Musso

## Caccia al ladro
- Titolo originale: To Catch a Thief
- Diretto da: Jeff McCracken
- Scritto da: Ross Brown

### Trama
Intrufolatisi in una riunione del personale, Zack e Cody scoprono che un ladro di gioielli si sta nascondendo da un po' di giorni al Tipton e che Esteban è il primo sospettato. I due sanno bene che il loro amico è innocente, così iniziano ad indagare. Dopo un primo sbaglio che fa perdere la fiducia in loro, i fratelli sentono i due ladri parlare fra loro e decidono di preparare una trappola per incastrarli, attirandoli nella camera di London in quel momento vuota. Qui, dopo l'arrivo di Maddie, Esteban e Muriel, i ladri vengono fermati grazie al cane di London, che di conseguenza guadagna la grande somma in denaro come premio per la cattura.
- Guest star: Estelle Harris, Adrian R'Mante, Ann Walker, Bill Kirchenbauer, Harvey Alperin, J.D. Walsh, Cullen G. Chambers, Elimu Nelson, Lenny Citrano.

## Questo pazzo, pazzo, pazzo, pazzo hotel
- Titolo originale: It's a Mad, Mad, Mad Hotel
- Diretto da: Lex Passaris
- Scritto da: Howard Nemetz

### Trama
Dopo aver rotto per errore un quadro del Tipton, Zack e Cody trovano sul suo retro un articolo di giornale secondo il quale, da qualche parte nell'albergo, è nascosto un tesoro di gran valore lasciato da Alphonse "Hot Peppers" DeLeo nel 1938. Così i due gemelli, London, Maddie, Esteban, Muriel e Arwin iniziano a cercare questo tesoro, che si dice sia nascosto "sotto il cuore" dell'hotel. Dopo ricerche dai risultati non soddisfacenti, Arwin rompe accidentalmente un pezzo di un muro del Tipton e scopre che dall'altro lato ci sono dei lingotti d'oro e molti soldi. Tutti cercano di accaparrarsi qualcosa, ma subito scoprono che in realtà i soldi sono della Banca di Boston, situata proprio a fianco all'hotel. Solo dopo questa delusione, il gruppo scopre che il vero tesoro è Muriel, e che il "cuore" a cui l'indizio si riferiva è un ciondolo che Alphonse le aveva regalato anni addietro essendo innamorato di lei.
Guest star: Estelle Harris (Muriel), Adrian R'Mante (Esteban Ramírez), Brian Stepanek (Arwin Hawkauser), Ashley Tisdale (Muriel da adolescente)

## Povera ragazza ricca!
- Titolo originale: Poor Little Rich Girl
- Diretto da: Dana deVally Piazza
- Scritto da: Llyod Garver

### Trama
London scopre che suo padre è andato in bancarotta dopo aver investito soldi in una miniera di diamanti, che alla fine si è rivelata vuota. Non avendo la ragazza un posto dove stare, Moseby convince Maddie a ospitare London a casa sua. All'inizio la vita da poveri si dimostra difficile per l'ereditiera, ma col tempo la ragazza capisce che anche la vita di Maddie ha dei lati positivi che invece lei, a causa dei suoi ricchi genitori, non ha mai potuto vivere. Successivamente London confessa a Maddie che lei è l'unica vera amica che ha e per questo, quando torna ad essere ricca perché nella miniera di suo padre è stato trovato il petrolio, porta Maddie a pranzo in un ristorante lussuoso.
Nel frattempo, Zack e Cody trovano una vecchia videocassetta di quando avevano pochi mesi. In un video, per un momento, i loro genitori sono incerti su chi dei due bambini sia chi. I gemelli, sospettando così di non essere chi hanno sempre creduto, iniziano a comportarsi l'uno come l'altro e Carey, per porre fine alla situazione, richiede i certificati di nascita dei figli per confrontare le impronte dei piedi. Alla fine i fratelli scoprono che Zack è sempre stato Zack e Cody è sempre stato Cody, perciò tornano a comportarsi come loro solito.
- Guest star: Estelle Harris, Adrian R'Mante, Robert Torti, Matt Weinhold, Mary Kate McGeehan, Ernie Lively.

## Bis...cotti
- Titolo originale: Cookin' with Romeo and Juliet
- Diretto da: Jim Drake
- Scritto da: Jenny Quine, Adam I. Lapidus

### Trama
London ha una cotta per il figlio del proprietario del Saint Mark Hotel (l'acerrimo nemico del Tipton Hotel situato proprio di fronte a quest'ultimo). Il problema è che i padri dei ragazzi non vogliono che i due si frequentino poiché hanno forti contrasti, così il padre di Todd dà il permesso al figlio di andare alla scuola per dentisti di Zurigo così almeno non potrà vedere London in nessuno modo. Anche se il ragazzo rinuncia viene comunque fermato da London che gli dice "a volte quando vuoi bene ad una persona, devi pensare a lei prima che a te stessa", frase che gli viene suggerita da Moseby.
Intanto Cody inizia a cucinare dei biscotti deliziosi che piacciono a molte persone dell'albergo, e Zack, con il pretesto per approfittarne guadagnando soldi, convince il signor Moseby a farli cucinare a Cody durante la festa in maschera che si terrà al Tipton.
In questa festa Cody dopo aver cucinato tutti quei biscotti chiede a Zack di aiutarlo; per esempio separando le uova, e inoltre Cody dice che prima gli piaceva cucinare quei biscotti ma adesso che lo fa' per soldi non gli piace più. In questa festa Zack e Cody iniziano a litigare lanciandosi torte; sbagliando mira colpiscono altre persone che cominciano anche loro a lanciare torte. London intanto stava cercando Todd tra tutte quelle persone mascherate; lo trova e infine si baciano.
- Guest star: Estelle Harris, Channing Chase, Brenda Vivian, Caroline Rhea, Ben Ziff.

## Pettegolezzi
- Titolo originale: Rumors
- Diretto da: Richard Correll
- Scritto da: Bernadette Luckett

### Trama
Lance sta insegnando a Maddie delle manovre di primo soccorso, tra cui la respirazione bocca a bocca; London, che passava di lì per caso, crede che i due si stiano baciando e mette in giro la voce che sono tornati insieme. Il pettegolezzo si ingigantisce, mettendo in difficoltà la vita sentimentale di Maddie. In un impeto di rabbia, la ragazza si sfoga davanti ad una giornalista; quest'ultima capisce accidentalmente che London sia una falsa amante degli animali e ciò le rovina la reputazione pubblica. Per rimediare al suo errore, Maddie convince London e lo staff ad organizzare una messa in scena in modo che l'ereditiera salvi la vita di un animale davanti a dei giornalisti, ripulendo il suo nome.
Nel frattempo Cody, stufo di essere scambiato per Zack, decide di tingersi i capelli; il colore non si rivela però essere quello previsto dalla confezione e lui assume un'aria poco professionale. Quando il direttore di un progetto a cui Cody è interessato viene per fare un colloquio di assunzione, il ragazzino costringe il gemello a fingersi lui e sostenere il colloquio al suo posto. Zack si ritrova costretto ad improvvisare e la cosa non va per il meglio ma, a distanza di qualche tempo, Cody scopre di essere stato comunque accettato.

## Baseball e capelli
- Titolo originale: Big Hair & Baseball
- Diretto da: Richard Correll
- Scritto da: Pamela Eells

### Trama
Per concedersi un po' di tempo per sé, Carey convince il signor Moseby ad accompagnare i gemelli ad una partita di baseball. Quest'ultimo però non sembra essere molto informato sullo sport poiché da piccolo praticava la danza, ma pian piano si rivela un ottimo tifoso e anche una persona simpatica. Per far contento Cody vuole prendere la palla della partita, ma per errore (senza saperlo) prende quella sbagliata facendo vincere la partita alla squadra nemica.
Nel frattempo, Maddie ha un appuntamento con Gavin ma entrambi hanno un problema: a lei a causa dell'umidità le si arricciano i capelli mentre lui, che è molto agitato, inizia a sudare...
- Guest star: Estelle Harris, Patrick Bristow, Chad Broskey, Geoff Brown, Geralo Downey, Michael Kagan, Colby French, Edmund Shaff.

## Rock Star al Grand Hotel
- Titolo originale: Rock Star in the House
- Diretto da: Kelly Sandefur
- Scritto da: Howard Nemetz, Jenny Quine

### Trama
Jesse McCartney soggiorna al Tipton. Maddie e London provano a conoscerlo escogitando sistemi veramente folli tra i quali travestirsi da cameriere per vederlo da più vicino o entrare nella sua camera di nascosto quando lui non c'è.
Mentre qualcuno cerca di conoscerlo, altri cercano di fare i loro affari, Zack infatti entra nella camera di Jesse solo per prendere oggetti appartenenti alla star per poi rivenderli alle ragazze urlanti piazzate davanti al Tipton. I tre però si fanno scoprire e Zack ridà alla star il suo braccialetto portafortuna che aveva precedentemente rubato a Jesse. Intanto Cody cerca di partecipare ad un concorso di Scienze riservato a ragazzini fino ai 14 anni; saputa la notizia il bambino si iscrive e inizia a lavorare al suo progetto ottenendo però scarsi risultati, per questo motivo si farà aiutare da Arwin.
- Guest star: Brian Stepanek, Lou Salibe, Darlene Label, Sophie Tamiko Oda, Harrison Knight, Jesse McCartney.

## Idea geniale
- Titolo originale: Smart & Smarterers!
- Diretto da: Richard Correll
- Scritto da: Danny Kallis, Adam I. Lapidus

### Trama
Zack e Cody conoscono un nuovo compagno di classe, Bob, che soffre di dislessia. Quando Zack viene a sapere che la dislessia è una sindrome che ha la sua maggiore manifestazione nella difficoltà dei soggetti colpiti a leggere e a scrivere ne approfitta subito e fa finta anche lui di essere dislessico per non fare nulla a scuola. Nel frattempo Moseby perde la voce perché malato di laringite ma fortunatamente Esteban gli dà una cura che lo fa guarire in breve tempo, mentre Maddie è molto arrabbiata perché London la batte sempre agli scacchi. Alla fine Zack viene scoperto e chiede scusa a Bob e ai suoi altri compagni dislessici. Maddie chiede scusa a London e dice che ci sono molte diversità, accettando che London sia più brava di lei negli scacchi.
- Guest star: Adrian R'Mante, Ernie Grunwald, Charlie Stewart e Francesco Sesto.

## Il fantasma della 613
- Titolo originale: The Ghost of 613
- Diretto da: Richard Correll
- Scritto da: Jim Geoghan, Danny Kallis

### Trama
London e Muriel raccontano la storia del fantasma di una donna che, mentre soggiornava nella suite 613 negli anni '40, scoprì che il marito la tradiva e, rompendo uno specchio dalla rabbia, venne trafitta e uccisa da una sua scheggia. Zack e Cody scommettono su chi riuscirà a resistere di più in quella stanza e vi si recano per la notte insieme a London, Maddie ed Esteban. Durante una seduta spiritica, il fantasma si impossessa del corpo di Esteban per comunicare con gli altri e nella suite scompaiono tutti tranne Zack, che terrorizzato cerca invano si fuggire. Alla fine il ragazzino scopre che in realtà era tutto frutto di uno scherzo organizzato dal fratello e dagli amici, in risposta a tutti gli scherzi che lui ha fatto loro. Solo più tardi, tornati nella stanza, i gemelli vedono una signora sparire improvvisamente attraversando il quadro della donna fantasma appeso al muro, perciò si spaventano e scappano via.
- Guest star: Brian Stepanek, Adrian R'Mante, Emily Morris, Bridget Ann Brno, Cullen G. Chambers, Estelle Harris.

## È tornato papà
- Titolo originale: Dad's Back
- Diretto da: Richard Correll
- Scritto da: Jim Geoghan, Danny Kallis

### Trama
Il padre dei gemelli viene a fare visita ai suoi due pargoletti al Tipton. Subito li invita al bus della sua band per fare un giro in tour. Quando Zack però litiga con sua madre perché è troppo seria e severa, sgattaiola via dall'hotel e si intrufola di nascosto nell'autobus di suo padre. Saputa la notizia, Carey accetta la decisione di Zack ma fa di tutto per essere divertente con Cody, facendo però cose fin troppo eccessive.
Intanto London aiuta Maddie a superare le sue difficoltà nell'attività fisica, in una maniera alquanto strana: la fa correre sul tappeto elettrico con delle buste della spesa tra le mani.
Alla fine Zack deciderà di tornare da Carey perché capisce che la vita che fa il padre non è quella che fa per lui.
- Guest star: Mike Rad, Ray Porter, Robert Torti.

## Natale al Tipton
- Titolo originale: Christmas at the Tipton
- Diretto da: Walter Barnett
- Scritto da: Josh Greene

### Trama
In occasione del Natale, il padre dei gemelli arriva al Tipton Hotel per portarli a sciare. Una tormenta blocca però tutte le strade e la famiglia Martin rimane confinata all'hotel. Per il bene dei figli, Carey e Kurt si ripromettono di non litigare, ma Cody inizia a pensare che i genitori possano tornare insieme nonostante Zack smentisca ogni sua speranza. Alla fine Carey e Kurt spiegano a Cody che, sebbene non ritorneranno mai ad essere una coppia, loro sono comunque una famiglia, perché Zack e Cody hanno due genitori che li amano nonostante tutto.
Intanto Maddie cerca di farsi regalare da London qualcosa di molto costoso. Per via di una conversazione avuta con Moseby, però, London decide di regalare all'amica qualcosa di fatto a mano: un maglione poco funzionale. Inizialmente Maddie ne resta disgustata e ferisce i sentimenti di London, ma poi capisce che la ragazza ci ha messo cuore nel realizzarlo e decide di indossarlo.

## Basket e baci
- Titolo originale: Kisses & Basketball
- Diretto da: Danny Kallis
- Scritto da: Jim Geoghan, Danny Kallis

### Trama
Dopo la vittoria della squadra di basket, Max presa dalla felicità bacia Zack. Così Verme solitario e Cody lo prendono in giro e per far vedere a loro che lui è coraggioso invita Max a cena al Tipton. All'inizio dell'appuntamento Zack è molto affascinato da Max, ma poi per errore si fa sfuggire che lui era lì in realtà solo perché aveva fatto una scommessa con i suoi amici facendo così offendere Max che se ne va furiosa dall'appuntamento sbattendoli una torta in faccia. Il giorno dopo Max non vuole parlare con Zack perché lo considera uno stupido e immaturo ma poi i due mettono da parte i litigi e fanno pace. London viene fermata da suo padre dicendogli che spreca troppi soldi allora non può fare shopping così Maddie lo fa per lei.
Guest star: Brian Stepanek, Dennis Bendersky, Patrick Bristow, Alyson Stoner.

## Pilota la tua vita
- Titolo originale: Pilot Your Own Life
- Diretto da: Lex Passaris
- Scritto da: Danny Kallis, Jim Geoghan

### Trama
Dopo aver assistito ad una conferenza, Cody inizia a dare consigli sul modo migliore di affrontare la vita. Così da l'ispirazione a Carey per incidere un CD e ad Esteban per migliorare il suo inglese. Ma entrambi non ottengono buoni risultati: a Carey viene consigliato dalla casa discografica che potrebbe diventare una cantante di cabaret di grande successo e le consigliano di provare al Tipton (e quindi aveva speso 500 dollari per scoprire che era già dove doveva essere), mentre ad Esteban viene insegnato un accento texano anziché americano.
Nel frattempo London viene immortalata da una fotografa che, accorgendosi dello stile della divisa di Maddie, la vuole a tutti costi mettere nel prossimo numero di una rivista. London, gelosa, cerca di battere Maddie per farsi fotografare in prima pagina e le copia la divisa con qualche tocco personale. Maddie, saputo che London la stava contrattaccando, si fa aiutare da Zack per scattarle di nascosto con il cellulare la mise di London. Successivamente le due scoprono che si erano copiate i vestiti e finiscono così per litigare coinvolgendo anche Moseby nella rissa. Alla fine le due verranno fotografate insieme e la loro foto verrà pubblicata sulla prima pagina di una rivista di moda scoprendo, però, che il loro stile è stato considerato "decadimento-urbano".
- Guest star: Adrian R'Mante, Estelle Harris, Jody Howard, Bru Muller.

## Ah, l'amore!
- Titolo originale: Crushed
- Diretto da: Richard Correll
- Scritto da: Pamela Eells, Adam I. Lapidus

### Trama
La nuova arrivata alla scuola dei due gemelli si chiama Agnes e ha subito una cotta per Cody. Lei spiega che è innamorata di Cody perché è l'unico dentro la scuola che le è sembrato un tipo simpatico, ma Cody non ricambia i sentimenti e vuole dimostrarlo anche ad Agnes, ma non ha il coraggio. Così Cody organizza un appuntamento al ristorante del Tipton con Agnes, ma al momento della serata non si presenta Cody ma Zack facendo finta di essere suo fratello. Per tutta la serata fa cose poco educate per far disgustare Agnes, ma ad un certo punto si accorge che non è Cody quello davanti a lei, ma è Zack, ma la ragazza capisce che Zack è lì perché è innamorato di lei, creando così più confusione che mai. Intanto la cagnolina di London, Ivana, scappa dalla sua padroncina per incontrare il cane di Maddie, Scamp, di cui è innamorata, Esteban sapeva tutto e London e Maddie (preoccupate per i loro cagnolini) lo vengono a sapere.
London voleva che si fidanzasse con un principino, ma alla fine fanno dei cuccioli e il signor Moseby se ne prende uno anche lui. 
- Guest star: Adrian R'Mante, Allie Grant, Rolando Rodriquez, Emma Stone, Patrick Bristow, Gabriel Sunday.

## Il top dello spot
- Titolo originale: Commercial Breaks
- Diretto da:
- Scritto da:

### Trama
Il signor Tipton ha deciso di girare uno spot pubblicitario per la sua catena di alberghi proprio in quello di Boston. Si effettuano allora delle audizioni tra tutto lo staff dell'albergo, inclusi Zack e Cody, per decidere chi dovrà apparire in TV. Il presidente di giuria è un ex-fidanzato di Carey, che, essendo stato piantato in asso da quest'ultima anni prima, non esita a "buttarla" subito fuori. Farà lo stesso con i gemelli e con Maddie. Sceglierà infine London, il cui talento lascia decisamente a desiderare, solo perché suo padre è il proprietario dell'albergo. Poiché la prestazione di London nello spot sarà disastrosa, si cambia piano di lavoro e alla fine in TV appare tutto lo staff.
- Guest star: Adrian R'Mante, Patrick Bristow, Brian Stepanek.

## Il principe in vacanza
- Titolo originale: Boston Holiday
- Diretto da:
- Scritto da:

### Trama
Il principe di Ishkabar è in visita a Boston, e soggiorna presso il Tipton. L'erede al trono, però, è solo un ragazzo (Sanjay) della stessa età di Zack e Cody, di cui diventerà subito amico giocando insieme a loro a rugby nei corridoi dell'albergo. Jay desidererebbe essere un ragazzo normale, libero dagli impegni politici come la consegna delle chiavi della città che il sindaco di Boston in persona gli assegnerà il giorno seguente. Zack e Cody elaborano allora un piano di "sostituzione": Cody si fingerà Jei e riceverà le chiavi della città (il suo volto è nascosto dal copricapo tradizionale) mentre Zack porterà il vero Jay al centro commerciale. Ma Jei non è abituato ad un paese liberale come gli Stati Uniti, dove peraltro non è un sovrano. Lui e Zack si cacceranno in guai seri, "incarcerati" per furto. Nel frattempo Maddie e London sono indaffarate a filmare un disco volante che è apparso alla finestra dell'ultimo piano del Tipton...disco volante che si rivelerà essere un palloncino con scritto tanti auguri London.